# نظرة الاثنا عشرية للطوائف الإسلامية المخالفة لها
نظرة الاثنا عشرية للطوائف الإسلامية المخالفة لها واحدة، فلا يفرقون بين من خالفهم في شيء من أمور الدين وبين من خالفهم في كل أمور الدين.
تعتبر الشيعةُ الاثنا عشرية نفسَها المذهب الصحيح للإسلام 

## النظرة للطوائف الإسلامية في الدنيا
يرى غالب الشيعة الاثنا عشرية أن باقي الفرق يُعامَلون كالمُسلمين في الأحكام، ومنهم الخوئي، فقد قال: «فالصحيح الحكم بطهارة جميع المخالفين للشيعة الاثنى عشرية وإسلامهم ظاهرا بلا فرق في ذلك بين أهل الخلاف وبين غيرهم، وان كان جميعهم في الحقيقة كافرين، وهم الذين سميناهم بمسلم الدنيا وكافر الآخرة»، وقال: «وأما المخالف فليس بكافر قطعا فلا يشمله حكمه فيجوز بيع العبد المسلم منهم لإقرارهم بالشهادتين ظاهرا وباطنا واما ما دل على كفرهم فلا يراد بظاهرها فقد قلنا في أبحاث الطهارة أن المراد من كفرهم ترتيب حكمه عليه في الآخرة وعدم معاملة المسلم معهم فيها، بل يعاقبون كالكافر ولايثاب بأعمالهم الخيرية الصادرة منهم كالصلاة وغيرها»، ، وقال أحمد الرحماني الهمداني: «أن جمعا من علماء الأمامية حكموا بكفر المخالفين لولاية أمير المؤمنين والأئمة المعصومين، لكن الأكثر منهم قالوا: إنهم كافرون في الباطن ونفس الأمر، ومسلمون في الظاهر، وذلك امتيازا للشهادتين، وكذلك عناية وتخفيفا للمؤمنين لمسيس الحاجة إلى معاشرتهم ومخالطتهم في الأماكن المشرفة كالكعبة المعظمة والمدينة المنورة، وإن كانوا يوم القيامة أشد عقابا من الكفار والمشركين».

### الخوارج
اختلف الاثنا عشرية في حكم الخوارج في الدنيا، فمنهم من طبق عليهم أحكام الكفار كالسيد الخوئي، فقد قال: «إن أُريد بالخوارج الطائفة المعروفة (خذلهم الله) وهم المعتقدون بكفر أمير المؤمنين والمتقربون إلى الله ببغضه ومخالفته ومحاربته فلا إشكال في كفرهم ونجاستهم، لأنّه مرتبة عالية من النصب الذي هو بمعنى نصب العداوة لأمير المؤمنين وأولاده المعصومين  فحكمهم حكم النصّاب، ويأتي أن الناصب محكوم بكفره ونجاسته».، ومنهم من حكم بتطبيق أحكام المسلمين عليهم كبقية فرق الإسلام، مثل الشيخ المفيد.

### عبادة المخالفين
يرى الشيعة الاثنا عشرية عدم قبول عبادة مخالفيهم، ويقول في هذا الميرزا القمي: «لا يجب القضاء (1) على الكافر الأصلي إذا أسلم، لأن الإسلام يجب ما قبله، ولعله من المتواترات، وللإجماع، بل قيل : إنه ضروري. وهذا في غير من انتحل الإسلام من الكفار مثل الغلاة والخوارج والنواصب، فإن حكمهم حكم المخالفين، وحكمهم أنهم ما لم يستبصروا فلا تصح صلاتهم ولا تقبل منهم عبادة، لأنهم أخذوها من غير موضعها».

## النظرة للطوائف الأخرى في الآخرة
يتفق علماء الشيعة أن جميع الطوائف الإسلامية -عداهم- في النار وذلك طبقًا لحديث النبي محمد: «إن أمة موسى  افترقت بعده على إحدى وسبعين فرقة فرقة منها ناجية وسبعون في النار، وافترقت أمة عيسى  بعده على اثنتين وسبعين فرقة فرقة منها ناجية وإحدى وسبعون في النار وإن أمتي ستفرق بعدي على ثلاث وسبعين فرقة فرقة منها ناجية واثنتان وسبعون في النار.» ويقول في هذا الشيخ المفيد: «اتفقت الإمامية على أن من أنكر إمامة أحد من الأئمة وجحد ما أوجبه الله تعالى له من فرض الطاعة فهو كافر ضال مستحق للخلود في النار.»، وقال الشيخ يوسف البحراني عن الولاية: «ومن أنكرها فهو كافر حيث أنكر أعظم ما جاء به الرسول وأصلا من أصوله».، وقال الرحماني:  «من أنكر إمامة علي كمن أنكر رسالة رسول الله ، وأنه من جاحد ولايته لقي الله يوم القيامة كعابد صنم أو وثن، وأنه لايرد أحد على علي ما قال فيه النبي  إلا كافر، وأنه علم بين الله وبين خلقه، من عرفه كان مؤمنا، ومن أنكره كان كافرا، وأنه من خالفه كان كافرا، ومن أنكره دخل النار، وأنه الإمام المفروض طاعته، من جحده مات يهوديا أو نصرانيا، وأنه من لم يعرف إمامه مات ميتة جاهلية». ويُستَثْنى منهم القاصر، وهو الذي لا يعرف إمامة الأئمة، وقد روى الكليني بسند صحيح  «عن ضريس بن عبد الملك : قلت لأبي جعفر: أصلحك الله فما حال الموحدين المقرين بنبوة محمد  من المسلمين المذنبين الذين يموتون وليس لهم إمام ولا يعرفون ولايتكم ؟ فقال: أما هؤلاء فإنهم في حفرتهم لا يخرجون منها فمن كان منهم له عمل صالح ولم يظهر منه عداوة فإنه يخدّ [يشق] له خد إلى الجنة التي خلقها الله في المغرب فيدخل عليه منها الروح في حفرته إلى يوم القيامة فيلقى الله فيحاسبه بحسناته وسيئاته فإما إلى الجنة وإما إلى النار فهؤلاء موقوفون لأمر الله».

## أحاديث الأئمة الإثني عشر في الطوائف الإسلامية
- روى الحر العاملي: «عن  عبد الله بن المغيرة قال: قلت لأبي الحسن  إن لي جارين أحدهما ناصب والآخر زيدي، ولا بد من معاشرتهما فمن أعاشر؟ فقال: هما سيان من كذب بآية من كتاب الله فقد نبذ الإسلام وراء ظهره وهو المكذب بجميع القرآن والأنبياء والمرسلين، ثم قال: إن هذا نصب لك وهذا  الزيدي نصب لنا».[14]
- روى محمد بن يعقوب الكليني « عن أبي مسروق قال: سألني أبو عبد الله  عن أهل البصرة ما هم؟ فقلت: مرجئة وقدرية وحرورية، فقال: لعن الله تلك الملل الكافرة المشركة التي لا تعبد الله على شيء»[15]
- «عن عمر بن يزيد قال: دخلت على أبي عبد الله  فحدثني مليا في فضائل الشيعة ثم قال: إن من الشيعة بعدنا من هم شر من النصاب، قلت: جعلت فداك أليس ينتحلون حبكم ويتولونكم ويتبرؤون من عدوكم؟ قال: نعم، قال: قلت: جعلت فداك بين لنا نعرفهم فلسنا منهم؟ قال: كلا يا عمر ما أنت منهم، إنما هم قوم يفتنون بزيد ويفتنون بموسى».[16]

- «عن يونس بن يعقوب، قال قلت لأبي الحسن الرضا : أعطى هؤلاء الذين يزعمون أن أباك حي من الزكاة شيئا؟ قال: لا تعطهم فإنهم كفار مشركون زنادقة».[17]
- عن الرضا والصادق أن «الزيدية والواقفة والنصاب بمنزلة عنده سواء[18][19][20][21]»
- «عن عمر بن يزيد قال سألته عن الصدقة على النصاب وعلى الزيدية؟ قال لا تصدق عليهم بشيء ولا تسقهم من الماء إن استطعت، وقال الزيدية هم النصاب [22][23]»
- «عن عمر بن يزيد قال سألت أبا عبد الله عن الصدقة على الناصب وعلى الزيدية؟ فقال لا تصدق عليهم بشيء ولا تسقهم من الماء إن استطعت، وقال في الزيدية: هم النصاب [24]».

## أقوال العلماء في الطوائف الإسلامية المخالفة
قال الخوئي:«ومنه يظهر الحال في سائر الفرق المخالفين للشيعة الإثني عشريّة من الزيـدية والكيسـانية والإسماعيلية وغـيرهم، حيث إن حكمهم حكم أهل الخلاف لضرورة أنه لا فرق في إنكار الولاية بين إنكارها ونفيها عن الأئمة  بأجمعهم وبين إثباتها لبعضهم ونفيها عن الآخرين  كيف وقد ورد أن من أنكر واحداً منهم فقد أنكر جميعهم ، وقد عرفت أن نفي الولاية عنهم بأجمعهم غير مستلزم للكفر والنجاسة فضلاً عن نفيها عن بعض دون بعض، فالصحيح الحكم بطهارة جميع المخالفين للشيعة الإثني عشرية وإسلامهم ظاهراً بلا فرق في ذلك بين أهل الخلاف وبين غيرهم وإن كان جميعهم في الحقيقة كافرين، وهم الذين سمّيناهم بمسلم الدنيا وكافر الآخرة ».وقال المجلسي: «أقول: كتب أخبارنا مشحونة بالأخبار الدالة على كفر الزيدية وأمثالهم من الفطحية والواقفة وغيرهم من الفرق المضلة المبتدعة ».
وقال الحر العاملي عن الواقفة والفطحية والناوسية : «وأما هؤلاء المخذولون فلم يكن لأصحابنا الإمامية ضرورة داعية إلى أن يسلكوا معهم على ذلك المنوال وسيما الواقفية فإن الإمامية كانوا في غاية الاجتناب لهم والتباعد عنهم حتى أنهم كانوا يسمونهم بالممطورة أي الكلاب التي أصابها المطر وأئمتنا  لم يزالوا ينهون شيعتهم عن مخالطتهم ومجالستهم ويأمرونهم بالدعاء عليهم في الصلوات ويعلمون أنهم كفار مشركون زنادقة وإنهم شر من النواصب ».

## موقفهم من أهل السنة والجماعة
وأهل السنة والجماعة هم جماعة المسلمين وجمهورهم، وقد كان أهل السنة والجماعة هم الأغلبية عبر كل العصور، وفي كتب الإثناعشرية يسمونهم بالجمهور أو بالعامة، وأما حكم أهل السنة والجماعة عند الإثناعشرية فقد انقسم علماء الإثناعشرية حول ذلك إلا ثلالثة أقسام : أنهم كفار لإنكارهم ولاية علي بن أبي طالب وتوصية الرسول ص عليه وتقديم أو بكر وعمر عليه وبالتالي إنكارهم المعلوم من الدين بالضرورة، والقسم الثاني أنهم نواصب وذلك لأنهم قدموا أبوبكر وعمر على علي بن أبي طالب، والقسم الثالث أنهم مسلمين وهو المشهور.
- آراء معتدلة : لم يقصد الأمامية أن المراد من الكفر هنا هو الكفر المقابل للإسلام الذي يترتب عليه الأحكام الفقهية من النجاسة ونحوها، وما يرشدنا إلى هذا، هو كلام المفيد في كتاب له آخر يفسر معنى الكفر، ففي كتابه معركة الجمل قال: «واجتمعت الشيعة على الحكم بكفر محاربي أمير المؤمنين ولكنهم لم يخرجوهم بذلك عن حكم ملة الإسلام إذ كان كفرهم من طريق التأويل كفر ملة، ولم يكفروا كفر ردة عن الشرع مع إقامتهم على الجملة منه، وإظهار الشهادتين والاعتصام بذلك عن كفر الردة المخرج عن الإسلام، وإن كانوا بكفرهم خارجين عن الإيمان مستحقين اللعنة والخلود والنار حسبما قدمناه.[28]»، ويؤيد هذا الذي قلناه بعض الروايات التي رويت في كتب الحديث الشيعية بسند صحيح[بحاجة لمصدر] : «ففي الكافي ينقل عن ضريس بن عبد الملك [ الكناسي] : قلت : أصلحك الله فما حال الموحدين المقرين بنبوة محمد  من المسلمين المذنبين الذين يموتون وليس لهم إمام ولا يعرفون ولايتكم ؟ فقال : أما هؤلاء فإنهم في حفرتهم لا يخرجون منها فمن كان منهم له عمل صالح ولم يظهر منه عداوة فإنه يخدّ [ أي يشق] له خد إلى الجنة التي خلقها الله في المغرب فيدخل عليه منها الروح في حفرته إلى يوم القيامة فيلقى الله فيحاسبه بحسناته وسيئاته فإما إلى الجنة وإما إلى النار فهؤلاء موقوفون لأمر الله[13]»

### حكم الصلاة خلف إمام من أهل السنة
تعتبر الصلاة من الأمور الهامة لدى المسلمين بشكل عام وأنها من الفرائض التي يجب على المسلم تأديتها، وقد انقسم علماء الإثناعشرية إلى عدة أقسام حول مسألة جواز صلاة الإثناعشري خلف إمام سني، ويرى البعض أن هذه المسألة لها علاقة بالتقية، ولكنهم اتفقوا على أنه يجب على الإثنا عشري أن يقرأ لنفسه أثناء الصلاة.

## أحكام في التعاملات مع المخالفين
قام علماء الاثنا عشرية في إرشاد أبناء الطائفة الإثناعشرية على كيفية التعامل مع المخالفين من الطوائف الإسلامية الأخرى، وذلك من خلال التعاملات اليومية التي تستلزمها الحياة.
- عدم إعطاء المخالفين من مال الزكاة إلا في حالة المؤلفة قلوبهم : «القول في اوصاف المستحقين للزكاة وهي أمور : الأول الايمان، فلا يعطى الكافر، ولا المخالف للحق وإن كان من فرق الشيعة، بل ولا المستضعف من فرق المخالفين إلا من سهم المؤلفة قلوبهم [29]»، وبعبارة أخرى : «ومن أوصاف المستحقين للزكاة هو الإيمان، فلا تعطي الكافر، وكذا المخالف من سهم الفقراء، وتعطى أطفال المؤمنين ومجانينهم [30] ».
- البيع والشراء للمخالفين : «وأما المخالف فليس بكافر قطعا فلا يشمله حكمه فيجوز بيع العبد المسلم منهم لإقرارهم بالشهادتين ظاهرا وباطنا واما ما دل على كفرهم فلا يراد بظاهرها فقد قلنا في أبحاث الطهارة أن المراد من كفرهم ترتيب حكمه عليه في الآخرة وعدم معاملة المسلم معهم فيها، بل يعاقبون كالكافر ولايثاب بأعمالهم الخيرية الصادرة منهم كالصلاة وغيرها ».
- الصلاة والحج والصيام مع المخالفين : «عن جعفر الصادق أنه قال وقد سُئل: أيما أفضل نحن أو أصحاب القائم [ أي يقصد أصحاب محمد بن الحسن العسكري وهو المهدي عند الطائفة الإثماعشرية الذين يعتقدون أنه سيخرج في آخر الزمان ] ؟ قال : فقال لي : أنتم أفضل من أصحاب القائم، وذلك أنكم تمسون وتصبحون خائفين على إمامكم وعلى أنفسكم من أئمة الجور، إن صليتم فصلاتكم في تقية، وإن صمتم فصيامكم في تقية، وإن حججتم فحجكم في تقية، وإن شهدتم لم تقبل شهادتكم، وعد أشياء من نحو هذا مثل هذه، فقلت : فما نتمنى القائم إذا كان على هذا، قال : فقال لي : سبحان الله أما تحب أن يظهر العدل ويأمن السبل وينصف المظلوم[31][32][33]».